# Ai là triệu phú – Ghế nóng
Ai là triệu phú – Ghế nóng là một chương trình trò chơi truyền hình do Đài Truyền hình Việt Nam sản xuất, được phát sóng trên kênh VTV3 từ ngày 7 tháng 9 năm 2010 đến ngày 28 tháng 6 năm 2011. Đây là phiên bản biến thể của chương trình Ai là triệu phú lên sóng từ năm 2005, và là phiên bản Việt hóa của trò chơi truyền hình đến từ Úc Millionaire Hot Seat. Khác với phiên bản truyền thống, sáu thí sinh tham gia mỗi chương trình thay phiên nhau trả lời 15 câu hỏi trắc nghiệm để chọn ra một người chiến thắng chung cuộc. Nhà báo Lại Văn Sâm là người dẫn chương trình duy nhất trong toàn bộ thời gian phát sóng

## Luật chơi

### Chọn vị trí ghế
Có sáu người chơi tham gia vào mỗi chương trình, tương ứng với sáu chiếc ghế ở trường quay (được đánh số thứ tự từ 1 đến 6). Trước khi bước vào cuộc thi chính thức, chương trình sẽ đưa ra một câu hỏi nhanh để cả sáu người chơi trả lời trong vòng 30 giây (câu trả lời được đưa ra dưới dạng số). Người có câu trả lời đúng hoặc gần nhất so với đáp án của chương trình sẽ được quyền ưu tiên chọn một trong sáu vị trí ghế. Người có chênh lệch giữa câu trả lời và đáp án ít thứ hai sẽ được chọn một trong năm chiếc ghế còn lại, và cứ như vậy cho đến người cuối cùng. Thứ tự lựa chọn như vậy của sáu người chơi sẽ tạo nên một "hàng" người, với người ở ghế số 1 là người đầu hàng cho đến ghế số 6 là người cuối hàng.

### Phần chơi chính
Người chơi ở vị trí ghế số 1 sẽ bước lên một chiếc "ghế nóng" màu đỏ ở giữa trường quay để trả lời các câu hỏi do chương trình đưa ra. Có tất cả 15 câu hỏi với độ khó ngẫu nhiên, mỗi câu hỏi có bốn đáp án A, B, C và D, nhưng chỉ có một đáp án đúng. Người chơi trong thời gian giới hạn của câu hỏi cần đưa ra đáp án đúng cho câu hỏi. Nếu trả lời đúng, mức tiền thưởng hiện tại (bắt đầu từ mức 0) sẽ tăng lên một mức, đồng thời người chơi được trả lời câu hỏi tiếp theo ở mức tiền thưởng cao hơn. Nếu trả lời sai, người chơi bị loại và ra về tay trắng, đồng thời giá trị giải thưởng cao nhất trên thang tiền sẽ bị giảm xuống một bậc. Người chơi tiếp theo lên ghế nóng sẽ trả lời câu hỏi ở mức tiền thưởng bằng với mức tiền của câu hỏi trước đó.
Mỗi người chơi có 1 quyền "Chuyển" để sử dụng trong suốt cuộc chơi, và chỉ được dùng tối đa 1 lần. Khi chọn quyền "Chuyển", người chơi sẽ trở thành người cuối "hàng" người chơi, và người ở đầu "hàng" sẽ lên ghế nóng. Người chơi lên ghế nóng lúc này buộc phải trả lời câu hỏi hiện tại mà không được "chuyển", nhưng thời gian trả lời sẽ được đặt lại như ban đầu. Trả lời đúng, người đó mới được cấp lại quyền "Chuyển".
Trong trường hợp hết thời gian của câu hỏi mà người chơi chưa trả lời được, sẽ có 2 tình huống xảy ra:
- Nếu người chơi có thể sử dụng quyền "Chuyển" trong câu hỏi (điều kiện là người chơi vẫn còn quyền trợ giúp này và câu hỏi hiện tại cho phép người chơi sử dụng), quyền "Chuyển" sẽ tự động được sử dụng.
- Nếu người chơi không thể sử dụng quyền "Chuyển" trong câu hỏi, người chơi sẽ bị xử lý như khi trả lời sai.

Khi đến câu hỏi thứ 15, người chơi nếu trả lời đúng sẽ ra về với mức tiền của câu hỏi đó tại thời điểm đó; nếu trả lời sai sẽ ra về với số tiền ở mốc quan trọng. Trong trường hợp chỉ còn 1 người chơi, người chơi này vẫn phải trả lời đúng các câu hỏi còn lại trước câu thứ 15 để có được tiền thưởng như trên, nếu trả lời sai trước khi đến câu 15 sẽ ra về trắng tay như những người chơi đã bị loại trước đó (trừ khi họ đã vượt qua mốc quan trọng, khi đó họ sẽ ra về với số tiền tại mốc quan trọng).

## Thang tiền thưởng
Mốc quan trọng       Mốc "triệu phú"       Mốc tiền thưởng cao nhất có thể đạt được nếu có người chơi bị loại
| Câu hỏi | Thời gian trả lời | Tiền thưởng      |
| ------- | ----------------- | ---------------- |
| 15      | 45 giây           | 120.000.000 đồng |
| 14      | 45 giây           | 80.000.000 đồng  |
| 13      | 45 giây           | 50.000.000 đồng  |
| 12      | 45 giây           | 35.000.000 đồng  |
| 11      | 45 giây           | 25.000.000 đồng  |
| 10      | 30 giây           | 20.000.000 đồng  |
| 9       | 30 giây           | 15.000.000 đồng  |
| 8       | 30 giây           | 10.000.000 đồng  |
| 7       | 30 giây           | 8.000.000 đồng   |
| 6       | 30 giây           | 6.000.000 đồng   |
| 5       | 15 giây           | 5.000.000 đồng   |
| 4       | 15 giây           | 4.000.000 đồng   |
| 3       | 15 giây           | 3.000.000 đồng   |
| 2       | 15 giây           | 2.000.000 đồng   |
| 1       | 15 giây           | 1.000.000 đồng   |

## Thống kê

### Những người chơi giành giải cao
Ghi chú: Người chơi giành chiến thắng khi là người duy nhất còn lại trong trò chơi được đánh dấu bằng màu xanh lá cây.
| #  | Ngày phát sóng       | Người chơi          | Quê quán    | Số câu trả lời đúng | Giá trị giải thưởng | Ghi chú |
| -- | -------------------- | ------------------- | ----------- | ------------------- | ------------------- | --- |
| 1  | 7 tháng 9 năm 2010   | Ngô Đức Dương       | Bắc Giang   | 10                  | 20.000.000 đồng     | Người đầu tiên nhận giải thưởng của phiên bản Ghế nóng.                                                             |
| 2  | 14 tháng 9 năm 2010  | Trần Quang Hiệp     | Bình Dương  | 11                  | 25.000.000 đồng     | |
| 3  | 7 tháng 12 năm 2010  | Phan Thị Thanh Bình | Không rõ    | 11                  | 25.000.000 đồng     | |
| 4  | 21 tháng 12 năm 2010 | Đoàn Hải Yến        | Không rõ    | 11                  | 25.000.000 đồng     | |
| 5  | 25 tháng 1 năm 2011  | Không rõ            | Không rõ    | 13                  | 50.000.000 đồng     | |
| 6  | 1 tháng 2 năm 2011   | Dương Thuỳ Linh     | Hà Nội      | 10                  | 20.000.000 đồng     | Hoa hậu thân thiện của Hoa hậu Hoàn vũ Việt Nam 2008. Người đầu tiên chiến thắng từ khi BIDV là nhà tài trợ.        |
| 7  | 8 tháng 2 năm 2011   | Không rõ            | Không rõ    | 12                  | 35.000.000 đồng     | |
| 8  | 12 tháng 4 năm 2011  | Lê Văn Tuân         | Thanh Hóa   | 14                  | 80.000.000 đồng     | Lần thứ 3 trong toàn bộ chương trình (sau cặp chơi Hà Thanh và Hồng Vũ năm 2008) người chơi vượt qua câu hỏi số 14. |
| 9  | 17 tháng 5 năm 2011  | Đỗ Xuân Đức         | Tuyên Quang | 13                  | 50.000.000 đồng     | |
| 10 | 14 tháng 6 năm 2011  | Nguyễn Đức Ngọc     | Lào Cai     | 10                  | 20.000.000 đồng     | |
| 11 | 21 tháng 6 năm 2011  | Đoàn Lan Hương      | Không rõ    | 10                  | 20.000.000 đồng     | Người nhận tiền kế cuối trước khi kết thúc phiên bản Ghế nóng.                                                      |

### Người chơi ra về với 5.000.000 đồng
Ghi chú: Người chơi trả lời sai câu hỏi cuối cùng nằm trong ô màu hồng, người chơi trả lời sai khi còn lại 1 người chơi đó (trước câu hỏi cuối, sau câu 5) nằm trong ô màu xanh da trời.
| Thời gian phát sóng  | Người tham gia        | Nơi đến               | Câu trả lời sai | Số tiền mất đi  | Ghi chú |
| -------------------- | --------------------- | --------------------- | --------------- | --------------- | --- |
| 7 tháng 9 năm 2010   | Vũ Thị Yến            | Nam Định              | 7               | 1.000.000 đồng  | Người chơi đã trả lời sai ngay sau khi người chơi trước sử dụng quyền "Chuyển". |
| 7 tháng 9 năm 2010   | Phạm Minh Huệ         | Hải Phòng             | 10              | 10.000.000 đồng | Người đầu tiên trong số 3 người chơi trả lời sai câu 10, đã trả lời đúng 3 câu đầu tiên, sử dụng quyền "Chuyển" ở câu 4 và trả lời đúng câu 9 khi trở lại ghế nóng                                                |
| 7 tháng 9 năm 2010   | Nguyễn Huy Khánh      | Phú Thọ               | 10              | 10.000.000 đồng | Đã trả lời đúng câu 5, sử dụng quyền "Chuyển" ở câu 7 |
| 7 tháng 9 năm 2010   | Hoàng Dương Hà        | Hà Nội                | 10              | 10.000.000 đồng | Người chơi dùng quyền "Chuyển" ngay khi lên ghế nóng sau khi người chơi trước trả lời sai Người cuối cùng trả lời sai câu 10, người chơi sau đó là người chiến thắng 20.000.000 đồng sau khi trả lời đúng câu này |
| 14 tháng 9 năm 2010  | Lê Quang Kiệt         | Thành phố Hồ Chí Minh | 7               | 1.000.000 đồng  | Đã trả lời đúng câu 5 |
| 14 tháng 9 năm 2010  | Đặng Thị Việt Bắc     | Hưng Yên              | 11              | 15.000.000 đồng | 1 trong 2 người trả lời sai câu 11, trả lời sai ngay khi người chơi trước sử dụng quyền "Chuyển" |
| 14 tháng 9 năm 2010  | Nguyễn Thị Hồng Vân   | Hà Nội                | 11              | 15.000.000 đồng | Trả lời đúng 3 câu đầu, sử dụng quyền "Chuyển" ở câu 4 và trả lời sai ngay khi trở lại ghế nóng |
| 28 tháng 9 năm 2010  | Nguyễn Minh Tơ        | Hải Phòng             | 6               | 0 đồng          | Người chơi đã trả lời sai ngay sau khi người chơi trước Chuyển Người chơi trả lời sai ở câu khuyến mãi (câu 6) |
| 28 tháng 9 năm 2010  | Nguyễn Khắc Thanh     | Bình Định             | 9               | 5.000.000 đồng  | Đã trả lời đúng 3 câu kể từ khi trở về ghế nóng sau khi người chơi trước trả lời sai |
| 28 tháng 9 năm 2010  | Trần Đức Long         | Long An               | 10              | 10.000.000 đồng | Đã trả lời đúng câu hỏi cùng mức tiền thưởng mà người chơi trước trả lời sai |
| 28 tháng 9 năm 2010  | Nguyễn Văn Vĩnh       | Hải Phòng             | 11              | 15.000.000 đồng | |
| 5 tháng 10 năm 2010  | Thí sinh không rõ tên | Không rõ              | 13              | 30.000.000 đồng | Thí sinh thua cuộc với số tiền lớn nhất ở phiên bản Ghế nóng |
| 12 tháng 10 năm 2010 | Thí sinh không rõ tên | Không rõ              | 12              | 20.000.000 đồng | |
| 4 tháng 1 năm 2011   | Thí sinh không rõ tên | Không rõ              | 13              | 30.000.000 đồng | Một trong 2 thí sinh cùng trả lời sai câu hỏi số 13, và người sau là người trả lời sai cuối cùng |
| 4 tháng 1 năm 2011   | Thí sinh không rõ tên | Không rõ              | 13              | 30.000.000 đồng | Thí sinh thứ hai thua cuộc với số tiền lớn nhất ở phiên bản Ghế nóng |
| 14 tháng 6 năm 2011  | Đoàn Thanh Giang      | Hải Dương             | 6               | 0 đồng          | Trả lời đúng câu đầu tiên, sử dụng quyền "Chuyển" ở câu 2 và đã trả lời đúng câu 5 khi trở lại ghế nóng |
| 14 tháng 6 năm 2011  | Mai Tiến Dũng         | Phú Thọ               | 7               | 1.000.000 đồng  | |
| 28 tháng 6 năm 2011  | Thí sinh không rõ tên | Không rõ              | 10              | 10.000.000 đồng | Thí sinh thua cuộc số cuối cùng của phiên bản Ghế nóng |

## Phát sóng
Ai là triệu phú – Ghế nóng được ra mắt lần đầu tiên vào ngày 7 tháng 9 năm 2010 nhân dịp kỷ niệm 40 năm ngày thành lập Đài Truyền hình Việt Nam. Chương trình được phát sóng thường xuyên vào lúc 20:00 thứ ba hàng tuần trên kênh VTV3, và do Ban Thể thao – Giải trí và Thông tin kinh tế của đài sản xuất.
Số cuối cùng của chương trình này đã được lên sóng vào ngày 28 tháng 6 năm 2011. Sau khi nhận được nhiều ý kiến phản hồi từ khán giả truyền hình, Ai là triệu phú đã chính thức quay trở lại với phiên bản gốc và phát sóng trong khung giờ cũ kể từ ngày 5 tháng 7 cùng năm.

## Tranh cãi
Tháng 10 năm 2010, một người chơi được hỏi: "Tên của nữ thần sắc đẹp và tình yêu trong thần thoại Hy Lạp được đặt cho hành tinh nào dưới đây?" với 4 phương án: Sao Thủy, Sao Kim, Sao Mộc, Sao Hỏa. Người chơi chọn Sao Thủy trong khi chương trình đưa ra câu trả lời đúng là B. Sau đó, người chơi kiến nghị: "Tôi nghĩ câu hỏi này không chính xác. Venus là tên nữ thần tình yêu và sắc đẹp theo thần thoại La Mã. Còn theo thần thoại Hy Lạp là Aphrodite. Đó là điều chắc chắn." Người dẫn chương trình dừng trò chơi, yêu cầu các trợ lý liên lạc với ban cố vấn để kiểm tra lại. Lát sau, trợ lý báo rằng có hai cách hiểu đều đúng. Người dẫn chương trình nói cương quyết: "Các câu hỏi của Ai là triệu phú phải chính xác và chỉ được phép có một câu trả lời đúng. Các cố vấn làm việc như vậy là không hết trách nhiệm. Tôi yêu cầu thay câu hỏi khác". Người chơi này ra về với 5.000.000 đồng sau khi trả lời sai câu số 12.
Trong chương trình phát sóng vào ngày 21 tháng 12 năm 2010, ở câu hỏi "Đến nay ở nước ta có bao nhiêu di sản văn hóa phi vật thể được UNESCO công nhận?", một người chơi (là sĩ quan quân đội) đã lựa chọn phương án C (5 di sản) trong khi đáp án của chương trình là B – 4 di sản. Trên thực tế, Việt Nam đã có 5 di sản văn hóa phi vật thể được UNESCO công nhận gồm Nhã nhạc Cung đình Huế, Không gian văn hóa Cồng chiêng Tây Nguyên, Dân ca Quan họ Bắc Ninh, Ca trù Việt Nam và gần nhất là Hội Gióng). Tuy nhiên, chương trình được cho là đã ghi hình từ trước khi Hội Gióng được công nhận là di sản văn hóa phi vật thể thứ năm (16 tháng 11 năm 2010).